# Rajd Cypru 1996
Rajd Cypru 1996 (24. Rothmans Cyprus Rally) – 24 edycja rajdu samochodowego Rajd Cypru rozgrywanego na Cyprze. Rozgrywany był od 27 do 29 września 1996 roku. Była to czterdziesta druga runda Rajdowych Mistrzostw Europy w roku 1996 (rajd miał najwyższy współczynnik - 20) oraz szósta runda Rajdowych Mistrzostw Cypru.

## Klasyfikacja rajdu
| Miejsce                      | Kierowca                     | Pilot                        | Samochód                      | Czas                         | Strata                       |                              |
| Klasyfikacja generalna i ERC | Klasyfikacja generalna i ERC | Klasyfikacja generalna i ERC | Klasyfikacja generalna i ERC  | Klasyfikacja generalna i ERC | Klasyfikacja generalna i ERC | Klasyfikacja generalna i ERC |
| ---------------------------- | ---------------------------- | ---------------------------- | ----------------------------- | ---------------------------- | ---------------------------- | ---------------------------- |
| 1.                           | Armin Schwarz                | Denis Giraudet               | Toyota Celica GT-Four (ST205) | 5:12:07                      | 0.0                          |                              |
| 2.                           | Sergey Alyasov               | Viktor Timkovskiy            | Opel Astra GSi 16V            | 5:32:57                      | +20:50                       |                              |
| 3.                           | Chris Thomas                 | Andreas Christodoulides      | Mitsubishi Galant VR-4        | 5:38:44                      | +26:37                       |                              |
| 4.                           | Andreas Tsouloftas           | Costas Georgiou              | Mitsubishi Galant             | 5:39:38                      | +27:31                       |                              |
| 5.                           | Menelaos Melissas            | Georgios Alexandrou          | Mitsubishi Galant VR-4        | 5:44:53                      | +32:46                       |                              |
| 6.                           | Jason                        | Nicos Panayides              | Subaru Impreza WRX            | 5:47:38                      | +35:31                       |                              |
| 7.                           | Andreas Peratikos            | Stavrinou Nikitas            | Subaru Impreza WRX            | 5:51:02                      | +38:55                       |                              |
| 8.                           | Kostas Lambrianides          | Efklidis Papadopoulos        | Subaru Impreza WRX            | 5:51:56                      | +39:49                       |                              |
| 9.                           | Nikolai Burkart              | Regine Rausch                | Nissan Sunny GTi              | 5:54:35                      | +42:28                       |                              |
| 10.                          | Gianmarino Zenere            | Massimo Sghedoni             | Renault Mégane Maxi           | 6:04:40                      | +52:33                       |                              |
| Mistrzostwa Cypru            |                              |                              |                               |                              |                              |                              |
| 1.                           | Chris Thomas                 | Andreas Christodoulides      | Mitsubishi Galant VR-4        | 5:38:44                      | 0.00                         |                              |
| 2.                           | Andreas Tsouloftas           | Costas Georgiou              | Mitsubishi Galant             | 5:39:38                      | +54                          |                              |
| 3.                           | Menelaos Melissas            | Georgios Alexandrou          | Mitsubishi Galant VR-4        | 5:44:53                      | +6:09                        |                              |
| 4.                           | Jason                        | Nicos Panayides              | Subaru Impreza WRX            | 5:47:38                      | +8:54                        |                              |
| 5.                           | Andreas Peratikos            | Stavrinou Nikitas            | Subaru Impreza WRX            | 5:51:02                      | +12:18                       |                              |
| 6.                           | Kostas Lambrianides          | Efklidis Papadopoulos        | Subaru Impreza WRX            | 5:51:56                      | +13:12                       |                              |